# تاکتاگولوو (شهرستان باکالینسکی، باشقیرستان)
تاکتاگولوو (به لاتین: Taktagulovo) یک منطقهٔ مسکونی در روسیه است که در باشقیرستان واقع شده‌است.